# Fluxo de multifase
Em mecânica de fluidos, fluxo de multifase ou fluxo multifásico é uma generalização da modelagem usada em fluxo de duas fases a casos onde as duas fases não são quimicamente relacionadas (e.g. gases contendo partículas em suspensão) ou onde mais que duas fases estão presentes (e.g. na modelagem de propagação de explosões de vapor).